# Atopodiplosis wirthi
Atopodiplosis wirthi är en tvåvingeart som beskrevs av Raymond J.Gagné 1997. Atopodiplosis wirthi ingår i släktet Atopodiplosis och familjen gallmyggor.
Artens utbredningsområde är Dominica. Inga underarter finns listade i Catalogue of Life.